# FFH-Gebiet Küstenlandschaft zwischen Pelzerhaken und Rettin

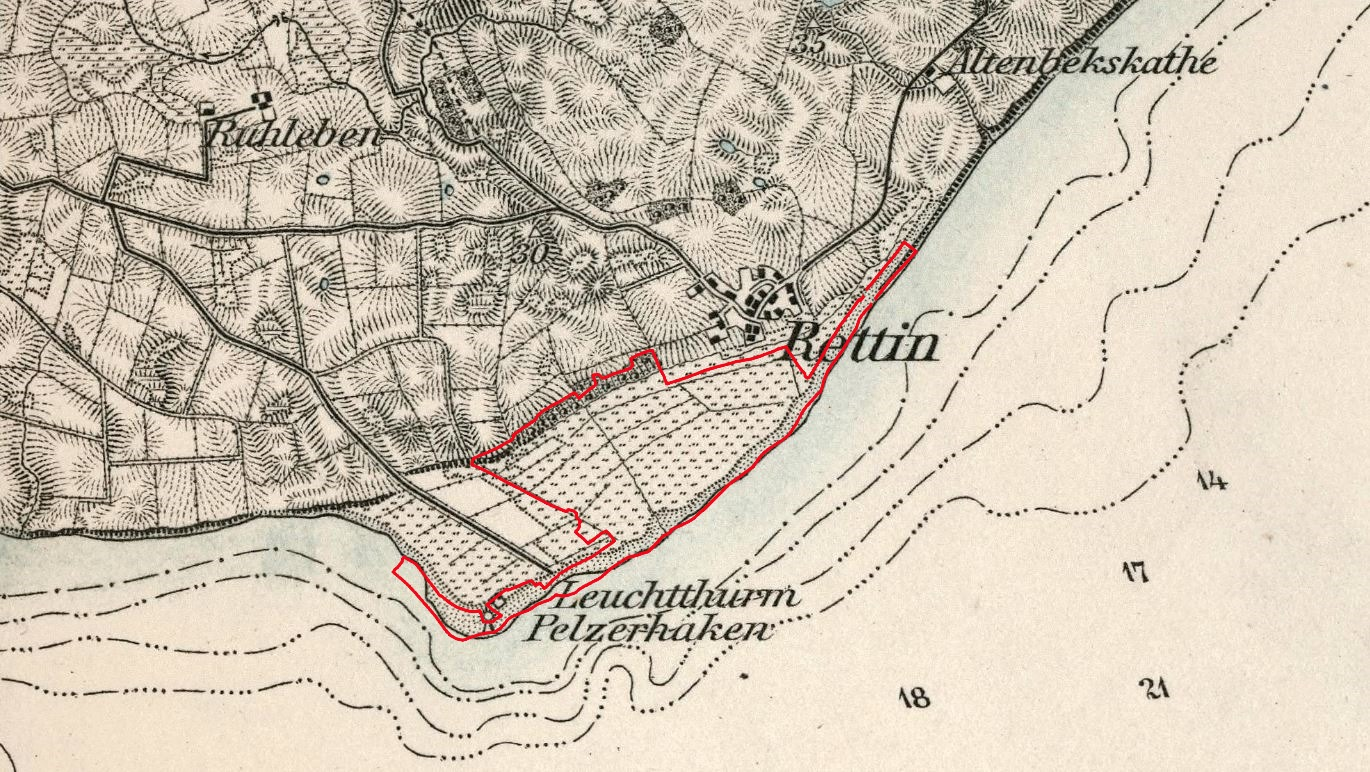
Karte 1ː Rettin um 1893 in der Karte des Deutschen Reiches (Rot umrandet das heutige FFH-Gebiet Küstenlandschaft zwischen Pelzerhaken und Rettin)

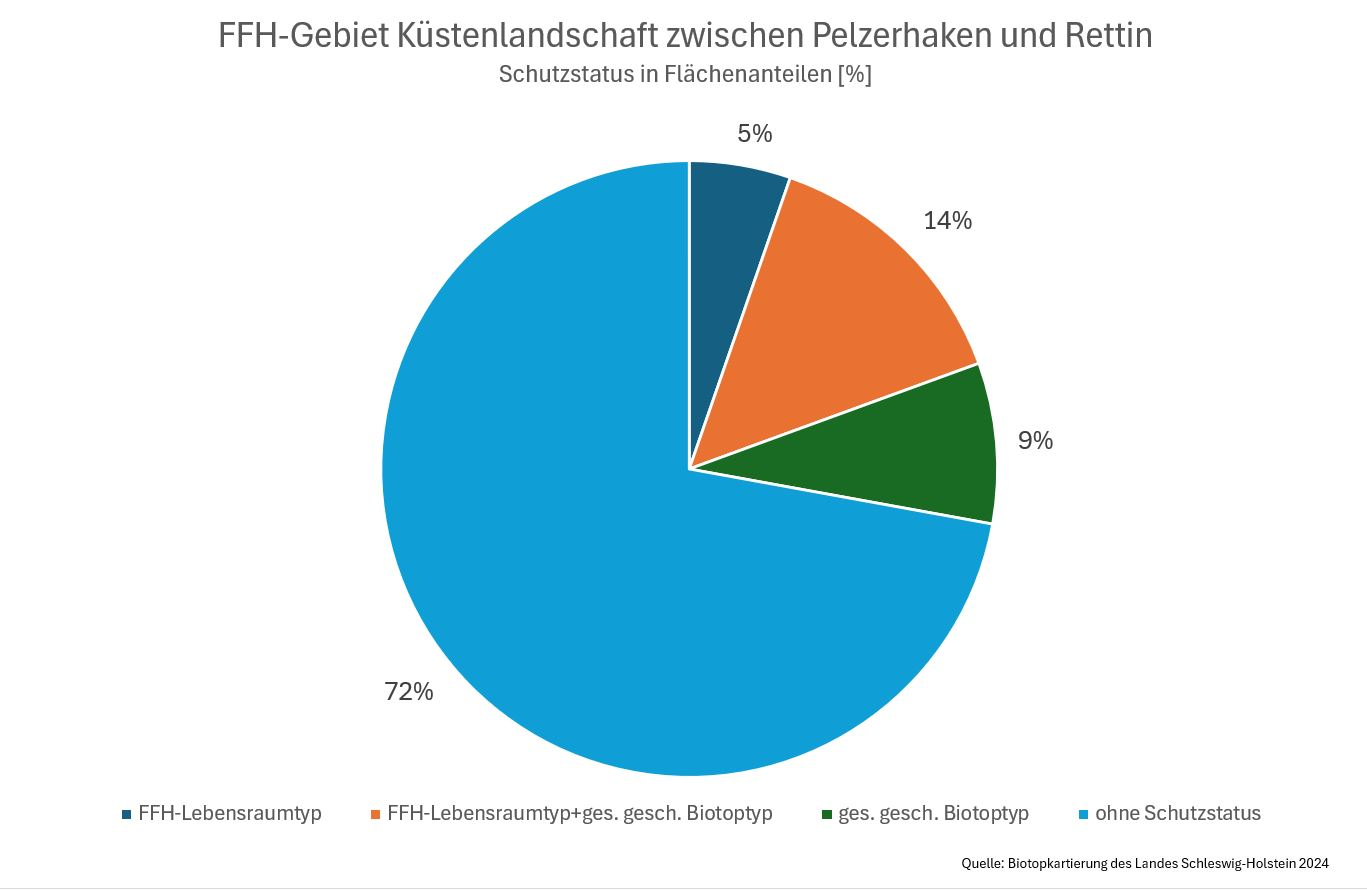
Diagramm 1ː Schutzstatus der Flächen des FFH-Gebietes Küstenlandschaft zwischen Pelzerhaken und Rettin

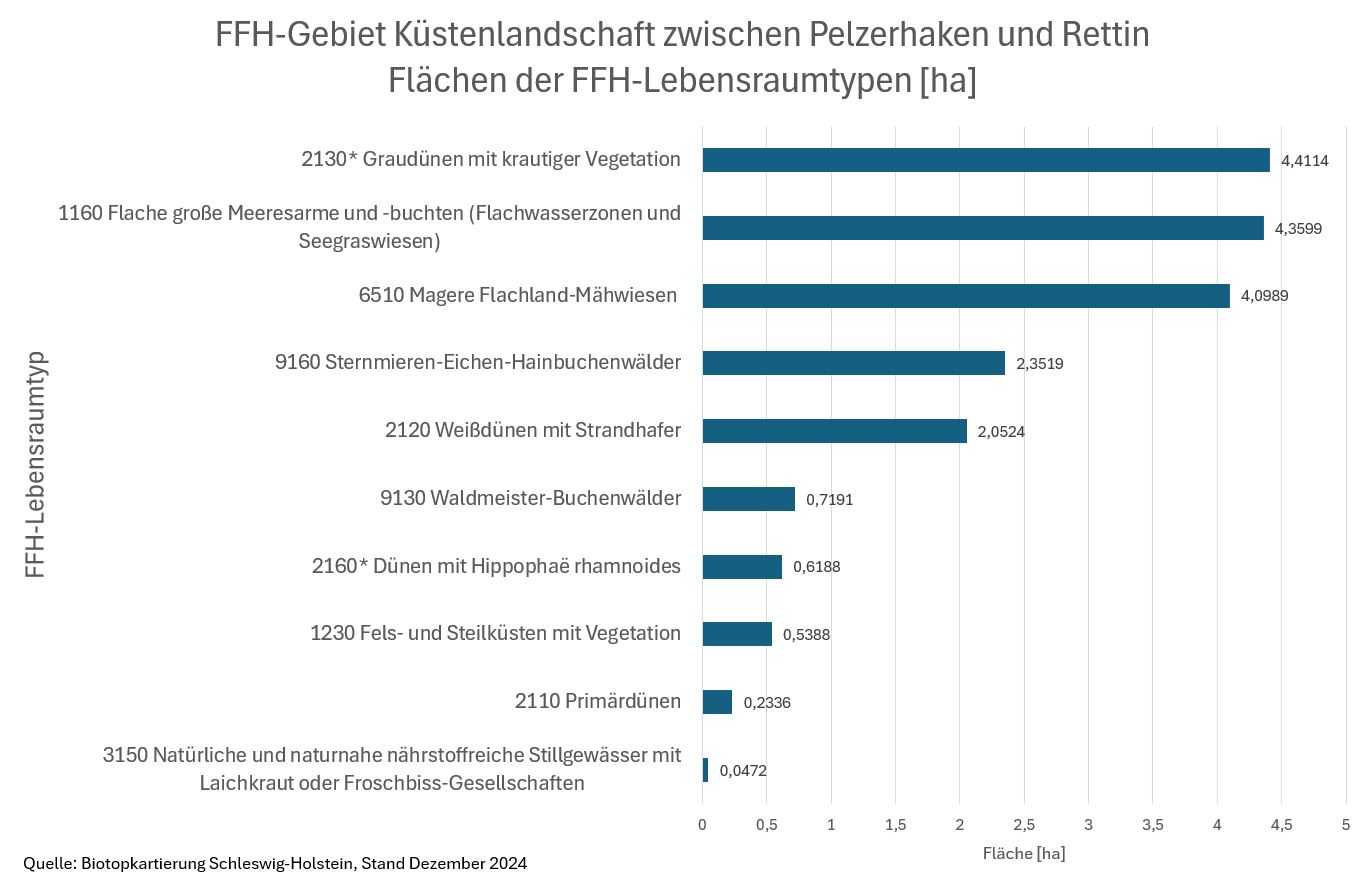
Diagramm 2ː Flächenanteil der FFH-Lebensraumtypen im FFH-Gebiet Küstenlandschaft zwischen Pelzerhaken und Rettin

Das FFH-Gebiet Küstenlandschaft zwischen Pelzerhaken und Rettin ist ein NATURA 2000-Schutzgebiet in Schleswig-Holstein im Kreis Ostholstein in den Gemeinden Neustadt in Holstein und Schashagen. Das FFH-Gebiet liegt im Naturraum „Südostoldenburg“, in der Haupteinheit „Ostholsteinisches Hügelland“, (Landschafts-ID 70206). Diese ist wiederum Teil der Naturräumlichen Großregion 2. Ordnung Schleswig-Holsteinisches Hügelland.
Das FFH-Gebiet Küstenlandschaft zwischen Pelzerhaken und Rettin hat eine Größe von 100 Hektar, Die größte Ausdehnung des FFH-Gebietes beträgt 2,9 Kilometer in Nordostrichtung. Der größte Teil des FFH-Gebietes liegt in der Gemeinde Neustadt in Holstein. Ein 300 Meter langer Strandabschnitt am Ostende des FFH-Gebietes liegt in der Gemeinde Schashagen.
Mit 14 Meter über Normalhöhennull (NHN) liegt der höchste Punkt des FFH-Gebietes an der Straße Scharweg in Pelzerhaken und der niedrigste mit 0,6 Meter unter NHN in den Entwässerungsgräben der Rettiner Wiesen, siehe Karte 2. Es besteht im Wesentlichen aus Strandwällen, die sich zu einer Nehrung ausgebildet haben und einer dahinter liegenden entwässerten Niederung, die vorher ein Haff gewesen ist. In der Karte des Deutschen Reiches von 1893 ist diese Niederung durch einen Fahrdamm vom Meer getrennt. Bis auf dem Leuchtturm war das Gebiet am Pelzerhaken noch unbesiedelt. Lediglich das Dorf Rettin existierte schon mit zwanzig Gebäuden. siehe Karte 1. Bei Sturmfluten waren die Rettiner Wiesen, wie die Niederung auch genannt wird, überflutet. Heute befindet sich am Festplatz von Rettin ein Pumpwerk zur Entwässerung der Rettiner Wiesen. Für das FFH-Gebiet Küstenlandschaft zwischen Pelzerhaken und Rettin hat das Landesamt für Umwelt (LfU) des Landes Schleswig-Holstein im Rahmen des landesweiten Besucherinformationssystems (BSI) im Juli 2020 das Faltblatt „FFH-Gebiet Küstenlandschaft zwischen Pelzerhaken und Rettin“ (Internetversion 55-FFH-1931-391) herausgegeben. Darin werden unter anderem Informationen über die Flora und Fauna, Verhaltensregeln in den Schutzgebieten, sowie Rad- und Wanderwege, Infotafeln und Parkplätze gegeben. Darüber hinaus wird die Entstehung der Strandwallebene (Höftland) ausführlich beschrieben.

Der gesamte Strand wird touristisch genutzt. Direkt hinter dem Strandwall verbindet ein Fahrweg die beiden Ortsteile Pelzerhaken und Rettin. Im FFH-Gebiet liegen unter Bestandsschutz stehende Campingplätze. Die Küste ist ein beliebtes Revier für Surfer.

## FFH-Gebietsgeschichte und Naturschutzumgebung

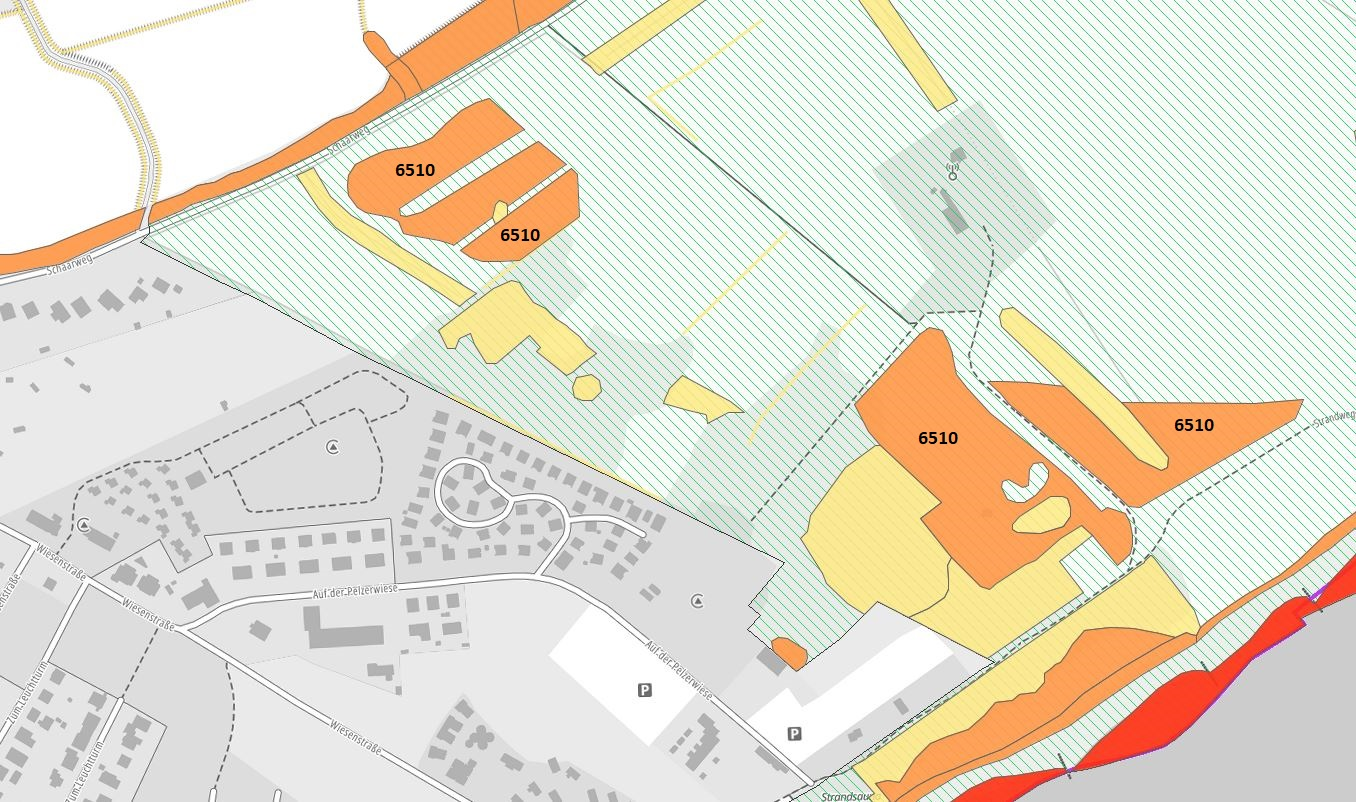
Karte 3ː Biotopkartierung im FFH-Gebiet Küstenlandschaft zwischen Pelzerhaken und Rettin mit dem FFH-LRT 6510 Magere Flachlandmähwiesen.

Der NATURA 2000-Standard-Datenbogen (SDB) für dieses FFH-Gebiet wurde im Juni 2004 vom Landesamt für Landwirtschaft, Umwelt und ländliche Räume (LLUR) des Landes Schleswig-Holstein erstellt, im September 2004 als Gebiet von gemeinschaftlicher Bedeutung (GGB) vorgeschlagen, im November 2007 von der EU als GGB bestätigt und im Januar 2010 national nach § 32 Absatz 2 bis 4 BNatSchG in Verbindung mit § 23 LNatSchG als besonderes Erhaltungsgebiet (BEG) bestätigt. Der SDB wurde zuletzt im Mai 2019 aktualisiert.
Das FFH-Gebiet ist Teil des landesweiten Biotopverbundsystems mit dem Schwerpunktbereich Küstenabschnitte zwischen Kellenhusen und Neustadt, Mit der Gebietsbetreuung des FFH-Gebietes wurde nach § 20 LNatSchG durch das LLUR noch keine Institution betraut, Stand Dezember 2024.

## FFH-Erhaltungsgegenstand
Laut Standard-Datenbogen vom Mai 2019 sind folgende FFH-Lebensraumtypen (LRT) und Arten als FFH-Erhaltungsgegenstände mit den entsprechenden Beurteilungen zum Erhaltungszustand der Umweltbehörde der Europäischen Union gemeldet worden (Gebräuchliche Kurzbezeichnung (BfN)):
FFH-Lebensraumtypen nach Anhang I der EU-Richtlinie:
- 1210 Einjährige Spülsäume (Gesamtbeurteilung C)[11]
- 1230 Fels- und Steilküsten mit Vegetation (Gesamtbeurteilung C)[12]
- 2110 Primärdünen (Gesamtbeurteilung C)[13]
- 2120 Weißdünen mit Strandhafer (Gesamtbeurteilung C)[14]
- 2130* Graudünen mit krautiger Vegetation (Gesamtbeurteilung C)[15]
- 2160* Dünen mit Hippophaë rhamnoides (Gesamtbeurteilung B)[16]
- 2180 Bewaldete Küstendünen (Gesamtbeurteilung C)[17]
- 6510 Magere Flachland-Mähwiesen (Gesamtbeurteilung C)[18]
- 7230 Kalkreiche Niedermoore (Gesamtbeurteilung C)[19]
- 9130 Waldmeister-Buchenwälder (Gesamtbeurteilung C)[20]
- 9160 Sternmieren-Eichen-Hainbuchenwälder (Gesamtbeurteilung C)[21]

Bis auf den FFH-Lebensraumtyp 2160* Dünen mit Hippophaë rhamnoides wurden alle anderen LRTs mit einer schlechten Gesamtbeurteilung ausgezeichnet.
| Lebensraumtyp (LRT)                                                                                       | gemäß SDB vom Mai 2019 in Hektar | gemäß Biotopkartierung Stand Dezember 2024 in Hektar | Abweichung zum SDB in Hektar |
| --- | -------------------------------- | ---------------------------------------------------- | ---------------------------- |
| 1160 Flache große Meeresarme und -buchten (Flachwasserzonen und Seegraswiesen)                            | -                                | 4,3599                                               | 4,3599                       |
| 1210 Einjährige Spülsäume                                                                                 | 3                                | -                                                    | −3                           |
| 1230 Fels- und Steilküsten mit Vegetation                                                                 | 0,4                              | 0,5388                                               | 0,1388                       |
| 3150 Natürliche und naturnahe nährstoffreiche Stillgewässer mit Laichkraut oder Froschbiss-Gesellschaften | -                                | 0,0472                                               | 0,0472                       |
| 2110 Primärdünen                                                                                          | 0,5                              | 0,2336                                               | 0,2664                       |
| 2120 Weißdünen mit Strandhafer                                                                            | 3,9                              | 2,0524                                               | −1,8476                      |
| 2130 Graudünen mit krautiger Vegetation                                                                   | 4,8                              | 4,4114                                               | −0,3886                      |
| 2160* Dünen mit Hippophaë rhamnoides                                                                      | 3,3                              | 0,6188                                               | −2,6812                      |
| 2180 Bewaldete Küstendünen                                                                                | 3                                | -                                                    | −3                           |
| 6510 Magere Flachland-Mähwiesen                                                                           | 1,4                              | 4,0989                                               | 2,6989                       |
| 7230 Kalkreiche Niedermoore                                                                               | 0,8                              | -                                                    | 0,8                          |
| 9130 Waldmeister-Buchenwälder                                                                             | 0,9                              | 0,7191                                               | −0,1809                      |
| 9160 Sternmieren-Eichen-Hainbuchenwälder                                                                  | 3,1                              | -                                                    | 3,1                          |
| Summeː | 25,1                             | 17,0801                                              | -8,019                       |

Die Angaben im SDB stimmen nicht mit denen der aktuellen Biotopkartierung des Landes Schleswig-Holstein überein, siehe Tabelle 1. Die letzten Änderungen der Biotopkartierung datieren vom 1. September 2022. Danach hat sich die Fläche mit FFH-Lebensraumtypen gegenüber den Angaben im SDB um gut 30 Prozent verringert. Ein Grund der Abweichung liegt in den nicht mehr in der Biotopkartierung enthaltenen FFH-Lebensraumtypen 1210, 2180, 7230 und 9160, siehe Tabelle 1. Dafür wurden die FFH-Lebensraumtypen 1160 und 3150 erstmals kartiert.
Der FFH-Lebensraumtyp 6510 Magere Flachland-Mähwiesen ist in der Biotopkartierung fast dreimal so groß wie im Standarddatenbogen (SDB), siehe Karte 3. Im SDB ist nur eine Fläche östlich des Fahrweges zum ehemaligen Fernaufklärungsturm zwischen Strandweg und Strand mit dem FFH-LRT 6510 ausgewiesen. Zu dem Themenkomplex 6510 Magere Flachland-Mähwiesen wurde am 14. November 2024 ein Urteil vom Europäischen Gerichtshof (EuGH) gefällt. Die Europäische Kommission beschuldigt die Bundesrepublik Deutschland, sie habe für den FFH-Lebensraumtyp 6510 erstens versäumt, geeignete Maßnahmen gegen die Verschlechterung des Lebensraumtyps in den ausgewiesenen Gebieten zu treffen und zweitens versäumt der Kommission aktuelle Daten zum Erhaltungszustand zu übermitteln. Zum ersten Anklagepunkt hat das Gericht der Europäischen Kommission Recht gegeben, zum zweiten Punkt wurde die Klage abgewiesen. Beide Parteien haben ihre eigenen Kosten des Verfahrens zu tragen.

## FFH-Erhaltungsziele
Aus den oben aufgeführten FFH-Erhaltungsgegenständen werden als FFH-Erhaltungsziele von besonderer Bedeutung die Erhaltung folgender Lebensraumtypen und Arten im FFH-Gebiet vom Ministerium für Energiewende, Landwirtschaft, Umwelt und ländliche Räume des Landes Schleswig-Holstein erklärt:
- 2120 Weißdünen mit Strandhafer
- 2130* Graudünen mit krautiger Vegetation
- 2160* Dünen mit Hippophaë rhamnoides
- 2180 Bewaldete Küstendünen
- 7230 Kalkreiche Niedermoore
- 9160 Sternmieren-Eichen-Hainbuchenwälder

Aus den oben aufgeführten FFH-Erhaltungsgegenständen werden als FFH-Erhaltungsziele von Bedeutung die Erhaltung folgender Lebensraumtypen und Arten im FFH-Gebiet vom Ministerium für Energiewende, Landwirtschaft, Umwelt und ländliche Räume des Landes Schleswig-Holstein erklärt:
- 1210 Einjährige Spülsäume
- 1230 Fels- und Steilküsten mit Vegetation
- 2110 Primärdünen
- 6510 Magere Flachland-Mähwiesen
- 9130 Waldmeister-Buchenwälder

Damit sind alle FFH-Erhaltungsgegenstände zu FFH-Erhaltungszielen erklärt worden.

## FFH-Analyse und Bewertung
Das Kapitel FFH-Analyse und Bewertung im Managementplan beschäftigt sich unter anderem mit den aktuellen Gegebenheiten des FFH-Gebietes und den Hindernissen bei der Erhaltung und Weiterentwicklung der FFH-Lebensraumtypen und Arten. Die Ergebnisse fließen in den FFH-Maßnahmenkatalog ein.
Als einziger FFH-Lebensraumtyp hat der LRT 2160* Dünen mit Hippophaë rhamnoides eine gute Gesamtbewertung zugesprochen bekommen. Er ist vor allem im nordöstlichen Strandbereich des FFH-Gebietes anzutreffen. Alle anderen LRTs haben eine ungenügende Gesamtbewertung erhalten.
Die größten Gefährdungen für den Erhaltungszustand bestehen im Tourismus, Nährstoffeinträgen aus der extensiven Landwirtschaft, invasive und standortfremde Pflanzenarten, sowie sinkende Grundwasserstände durch künstliche Entwässerung der Niederungsflächen.

## FFH-Maßnahmenkatalog
Der FFH-Maßnahmenkatalog im Managementplan führt neben den bereits durchgeführten Maßnahmen geplante Maßnahmen zur Erhaltung und Entwicklung der FFH-Lebensraumtypen im FFH-Gebiet an. Diese sind in einer gesonderten Karte, sowie zur Projektverfolgung in 35 Maßnahmenblättern festgehalten.
Zum Zeitpunkt der Erstellung des Managementplanes für das FFH-Gebiet gab es noch keinerlei Kennzeichnungen für die Besucher und Urlauber. Somit wussten die meisten Strandbesucher nicht, dass sie sich in einem europäischen Schutzgebiet für viele Lebensraumtypen befanden. Hier sollen künftig an den Strandzugängen Hinweistafeln des landesweiten Besucherinformationssystems (BIS) die Besucher über Lage des FH-Gebietes und die dort geltenden Verhaltensregeln zu informieren. Zudem sollen darüber auch die Besucherströme gelenkt werden, um insbesondere in der Brutzeit die Vögel nicht zu stören.

## FFH-Erfolgskontrolle und Monitoring der Maßnahmen
Eine FFH-Erfolgskontrolle und Monitoring der Maßnahmen findet in Schleswig-Holstein alle 6 Jahre statt. Die Ergebnisse des letzten Monitorings wurden noch nicht veröffentlicht (Standː November 2024).
Die Europäische Kommission hat im Jahre 2015 die Umsetzung der Richtlinie 92/43/EWG in Deutschland bemängelt (Verfahren-Nr. 2014/2262). In den Managementplänen würden keine ausreichend detaillierten und quantifizierten Erhaltungsziele festgelegt. Am 12. Februar 2020 hat die Kommission der Bundesrepublik Deutschland eine Frist von zwei Monaten gesetzt, die Mängel zu beseitigen. Andernfalls wird der Europäische Gerichtshof (EuGH) angerufen. Die Bundesrepublik Deutschland ist der Aufforderung nicht nachgekommen (Stand August 2021). Die Kommission führt für Schleswig-Holstein fehlende Quantifizier-, Mess- und damit Berichtsfähigkeit an. Schleswig-Holstein konzentriere sich ausschließlich auf die Durchsetzung des Verschlechterungsverbotes nach Artikel 6, Absatz 2 der Richtlinie. Die Stellungnahme des Landes Schleswig-Holstein mit der im Jahre 2006 erfolgten Bekanntgabe der gebietsspezifischen Erhaltungsziele (gEHZ) für die FFH-Vorschlagsgebiete in Schleswig-Holstein bestätige aus Sicht der Europäischen Kommission die angeführten Mängel. Nachdem Deutschland die Mängel nicht fristgerecht abgestellt hat, hat die Europäische Kommission Deutschland beim Europäischen Gerichtshof im Februar 2021 verklagt. Hierzu wurden von der Generalanwältin des EuGH am 20. April 2023 die Schlussanträge gestellt. Am 21. September 2023 hat der EuGH das Urteil gesprochen. Die Bundesrepublik Deutschland hat in drei Punkten der Anklage gegen Europäisches Recht verstoßen und im Übrigen wird die Klage abgewiesen. Die Bundesrepublik Deutschland muss ihre eigenen Verfahrenskosten und die der Europäischen Kommission tragen.

## Bildergalerie

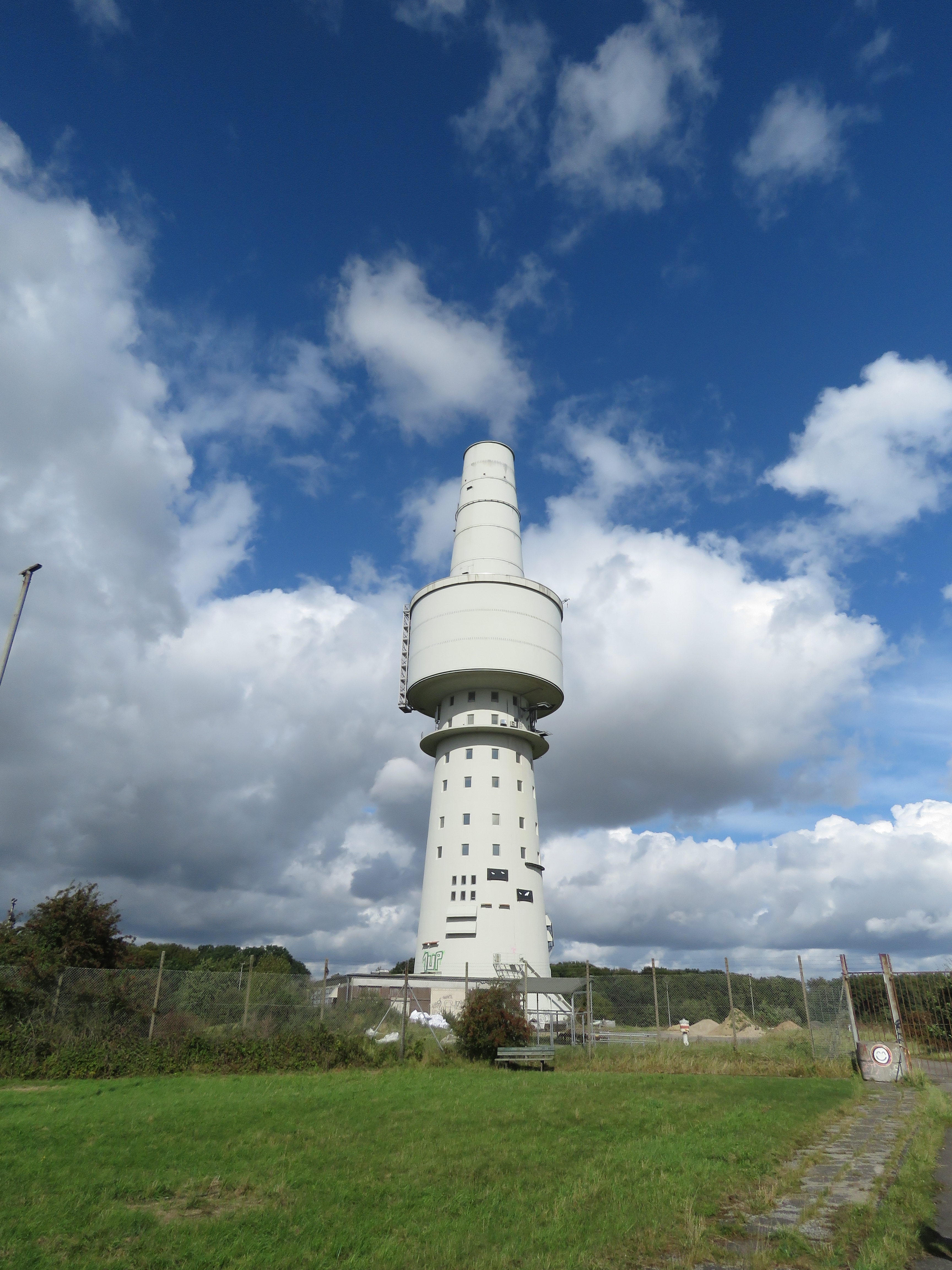
Stillgelegter Horchposten der Marine aus der Zeit des Kalten Krieges in Pelzerhaken
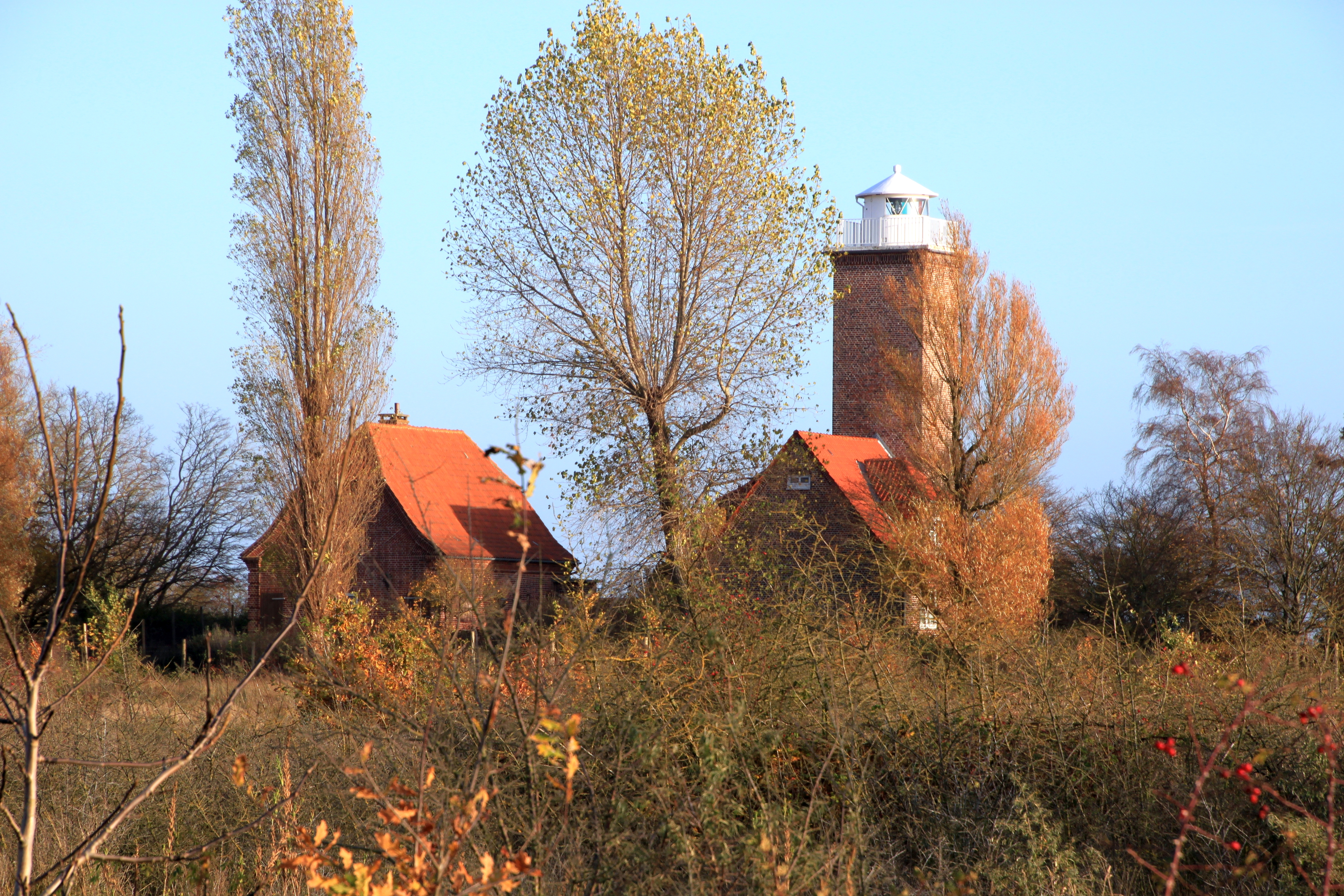
Leuchtturm Pelzerhaken
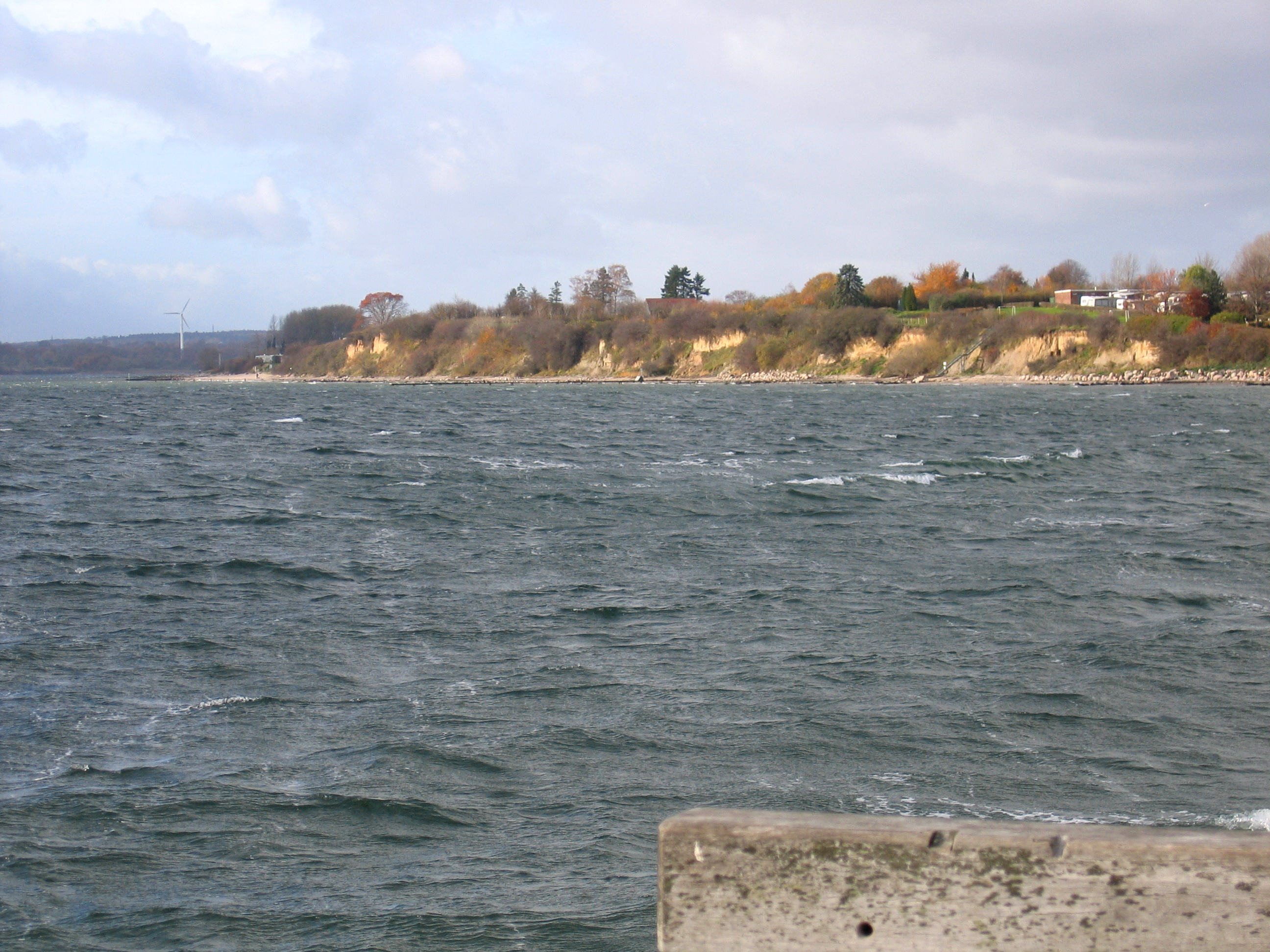
Steilküste am Hohen Ufer in Pelzerhaken